# Сиволап, Пётр Спиридонович
Пётр Спиридонович Сиволап (укр. Петро Спиридонович Сиволап; 1 января 1929, с. Полонистое (ныне Голованевского района Кировоградской области Украины) — украинский писатель-юморист и поэт, сатирик, журналист.
Член Национального союза писателей Украины.
Выпускник Львовского государственного университета. С 1960 года на журналистской работе.
Работал в кировоградской областной газете «Кіровоградська правда».
Автор лирических стихов, поэм, частушек, пародий, анекдотов, юмористических и сатирических сборников «Душа і ноги» (1984), «Баранячий фасад» (1989), «Етикетка для колгот» (1994), «Калинова ятрань» (1995), «Дев’ятий вал» (1997), «Слівце з перцем» (2008), «Голос серця» (2008), «Сміх і Гріх» (2010), «Запах хрону» (2012) и др.